# Annarosa Dal Maso
Annarosa dal Maso (Chiampo, 13 aprile 1938) è una pittrice e scrittrice italiana.

## Biografia
Annarosa Dal Maso nasce come pittrice autodidatta. Tra il 1970 e il 1990 partecipa a collettive e personali a livello nazionale tra le quali spicca una frequente presenza presso il complesso termale di Recoaro Terme 
sino alla stagione estiva del 1977, ottenendo lusinghieri apprezzamenti tra i quali si distingue anche una proficua corrispondenza e amicizia con l'artista teramano Giorgio Cappella. Nell'ultimo decennio del Novecento cambia però l'approccio artistico e abbraccia il mondo narrativo e della poesia in lingua veneta, dando alle stampe sette libri di storie vere.

### La riscoperta della scrittura

#### Un fiume in piena
Da sempre attratta dal mondo delle lettere, negli anni novanta trova casualmente un vecchio diario di scuola e si rintana in quella che Virginia Woolf avrebbe definito "Una stanza tutta per sé". Nonostante la sola licenza di scuola media, decide di mettersi alla prova e tramandare pezzi di storia vissuta che il boom economico degli anni sessanta aveva cancellato dalla memoria dei più. Dà così vita a una saga familiare che, dal primo libro "La ragazza.. lentigginosa", pubblicato nel 1991, si evolverà negli anni. I personaggi della Dal Maso vengono colti nella loro ingenua disarmante realtà quotidiana e inghiottiti dall'incedere vorace del progresso: "La narrazione, arricchita da suggestive foto tratte dall'album di famiglia, si snoda secondo i moduli del racconto di cronaca famigliare, caratterizzato da una cordiale apertura al mondo degli altri, fatto evidente e sensibile attraverso l'uso misurato e sapiente dei termini dialettali che rievocano un mondo di povertà serena e di gioie elementari non ancora intaccate dal tarlo della ricchezza e del benessere". "La pena de Annarosa Dal Maso xe scorèvole, el linguaggio xe didàtico e descritivo al massimo, e el volume ciapa anca valore linguistico, parchè le so pagine le xe na vera via Latea, dove, al posto de le stele, ghe xe un futio de parole in dialetto vèneto, ben scrite, ben difinie è doparà al posto giusto".
In trenti capitoli la Dal Maso riesce così a far passare in secondo piano il suo essere autodidatta, e insieme alle meticolose descrizioni topografiche, ai costumi, le abitudini, i riti religiosi, le grandi festività, le credenze popolari, l'avvicinarsi delle stagioni, la vendemmia e la neve, fa riemergere l'amore per la pittura e traccia profondi ritratti alla madre, soggetto adorato, al padre scalpellino, emigrante ma "vicino nel cuore" e al resto della famiglia, numerosa come quelle di una volta. Si diramano, in questi racconti di quotidiana domesticità, i destini di tutti coloro che hanno attraversato la piazza del paese.

##### La critica
La Dal Maso viene subito recensita dall'industra giornalistica locale: dai quotidiani "Il Giornale di Vicenza" e  "Il Gazzettino" ai mensili "Monte Berico", "Appunti della Val dell'Agno", "Quatro Ciàcoe", "Filo Diretto", del gruppo Marzotto,  "Il nostro Campanile" di Valdagno e "Alto Vicentino" e alla tv, con un servizio della rete televisiva "Canale 68 Veneto".. Nel 1998 inizia ad essere invitata per la sua chiarezza documentale a parlare nelle scuole della Valle dell'Agno e il suo libro adottato per la didattica nelle scuole elementari (sorte che segnerà anche gli altri a venire). Celebri le sue lezioni  sull'esigenza di ogni comunità di conoscere le proprie origini, sulla Chiampo del poeta Giacomo Zanella (contemporaneo di Giosuè Carducci e per certi aspetti maestro di Giovanni Pascoli per tematiche e riscoperte stilistiche) e dei famosi scappellini emigrati all'estero per le crudeltà della guerra. Nell'aprile del 1993, dopo numerose richieste, arriva la seconda edizione. Molte copie vengono acquistate da parte di Danilo Longhi (allora presidente dell'Ente Vicentini nel Mondo), e inviate ai circoli degli emigranti all'estero.

##### Bruxelles, città grande e affollata
Per sollecitazione dei suoi lettori nel 1998 dà alla luce un secondo libro di "Storie Vere" con il titolo "Emozioni di una Giovane Emigrante". Qui mette nero su bianco l'esperienza storica e psicologica di una diciottenne del 1956, portata dal padre cinquantaseienne in Belgio per trovare lavoro. Il racconto dei tre anni da baby sitter per la benestante famiglia Spitzer, un ambiente di classe, stridono con il doveroso rientro in Italia. Si tratta di un "romanzo quasi fiabesco per le grandi emozioni, racconto autobiografico, documento storico attestato da foto e immagini, ma anche libro giallo con inaspettati colpi di scena quali la tragica morte del padre, alcune delusioni sentimentali e il ritorno forzato in patria".

### Oltre l'autobiografia
Nel suo terzo volume, Care Radici del 2001, l'autrice non si affida al puro e semplice ricordo personale, ma si immerge nel microcosmo paesano, intervistando parenti, amici e quanti hanno vissuto tra il 1870 e il 1970 nell'antica contrada "Vignaga". Compiendo qualcosa di simile all'"inchiesta giornalistica" ascolterà e registrerà discorsi, racconti e memorie degli ultranovantenni. I capitoli sono corredati da fotografie, quasi tutte d'epoca, che rendono ancora più comprensibili i fatti. Abitudini, superstizioni, rapporti sociali, lavori, canzoni e passatempi d'epoca si uniscono al tratteggio delle personalità delle genti di contrada, anche negli episodi più drammatici di povertà. Con L'età dei canti e Stupore  la Dal Maso sceglie di nuovo la via del flashback, integrando le righe con versi in lingua italiana e dialetto locale. Le lavandaie con le ceste, gli spazzacamini e i mendicanti rivivono in queste pagine, dove il sentimento popolare è radicamento alla terra d'origine. Se il primo è un romanzo ambientato negli anni del fascismo e della seconda guerra mondiale, dove una maestra cerca di insegnare agli alunni l'importanza della libertà di pensiero, nel secondo la piccola Giuliana, bambina dal carattere solare e curioso porta il lettore a entrare in quest'atmosfera di storie vere e sentimento.

## Esposizioni pittoriche
1973
- Collettiva "Studio Sette" a Valdagno. Settimana Collettiva di primavera al "Salotto" Vicenza.
- 3º Premio Internazionale - "Il Pavone d'Oro" Milano, selezionata.
- 3º Premio S.Barbara - Milano, selezionata.
- 6º Premio S.Ambrogio - Milano, selezionata.
- 2º Premio internazionale Città di Valdagno, selezionata.

1975
- 4º Premio Internazionale "G.Bazzoli", Cernusco sul Naviglio. Premiata con il 6º premio ex aequo e medaglia di bronzo.
- 1° Rassegna Nazionale di pittura "Cosmè Tura" Ferrara, premiata
- 3º Concorso Nazionale di pittura "Selearte", Milano, selezionata
- 9° Collettiva di Primavera "Bramate" Vicenza, segnalata
- Concorso Nazionale di pittura, Arsiero segnalata

1976
- 5º Premio "G.Bazzoli" Cernusco sul Naviglio, premiata
- Concorso Nazionale di pittura "Circolo pittori di Mestre", selezionata
- Rassegna Nazionale del "miniquadro" Galleria Alba-Ferrara, premiata
- 1º Premio Nazionale sul tema "Mostra incessante sulla donna" galleria "Le cave" di Treviso a "Ca' delle Anfore".
- Nomina d' "Accademico d'Onore" per alti meriti presso "Accademia degli Abruzzi"

## Riconoscimenti
- 1977. A Ferrara le viene conferito il diploma di "Homo Electus Ducati Estensi" con la consegna del Gran Collare. A Bassano riceve il "Diploma di merito artistico e medaglia d'oro"
- 1999. Vince il premio "La parola e l'immagine" e "La Farfalla d'Argento", premio della città di Levico
- 2000 Vince il concorso nazionale "50&Più"
- 2003 Viene inserita nell'annuario degli "Scrittori Vicentini"
- 2004 Viene citata nel libro-saggio "Scrittori di Vicenza" pubblicato dal prof.Giovanni Giolo, giornalista-scrittore e critico letterario.

## Opere
- La ragazza lentigginosa. Storie vere, Tipografia Dal Molin, Arzignano, 1991 (poi Editrice Veneta, Vicenza, 2003)
- Emozioni di una giovane emigrante. Storie vere, Editrice Veneta, Vicenza, 1998
- Care radici. Le voci del passato, Editrice Veneta, Vicenza, 2001
- L' età dei canti. Omaggio a Chiampo, mia terra d'origine,  Editrice Veneta, Vicenza, 2005
- Stupore',  Editrice Veneta, Vicenza, 2007
- La maestra, Editrice Veneta, Vicenza, 2009
- La scolara, Editrice Veneta, Vicenza, 2011
- Una donna del '900, Editrice Veneta, Vicenza, 2022